# Peru na Letnich Igrzyskach Olimpijskich 1936
Peru na Letnich Igrzyskach Olimpijskich 1936 w Berlinie reprezentowało 40 zawodników, wyłącznie mężczyzn.

## Kolarstwo
Mężczyźni
- Manuel Bacigalupo – kolarstwo szosowe (indywidualnie i drużynowo)
- Gregorio Caloggero – kolarstwo szosowe (indywidualnie i drużynowo)
- César Peñaranda – kolarstwo szosowe (indywidualnie i drużynowo)
- José Mazzini – kolarstwo szosowe (indywidualnie i drużynowo), kolarstwo torowe (sprint)

## Koszykówka
Mężczyźni
- Antonio Flecha
- Antonio Oré
- Armando Rossi
- Miguel Godoy
- Luis Jacob
- Manuel Arce
- José Carlos Godoy
- Rolando Bacigalupo
- Willy Dasso

## Lekkoatletyka
Mężczyźni
- Antonio Cuba – bieg na 100 metrów
- Carlos Marcenaro – bieg na 800 metrów
- Francisco Váldez – biegi na 800 i 1500 metrów
- Gabriel Mendoza – maraton (26. miejsce)
- Guillermo Suárez – maraton (35. miejsce)
- José Farías – maraton (42. miejsce)
- Guillermo Chirichigno – skok o tyczce
- Carlos de la Guerra – skok w dal
- Max Berendson – skok w dal

## Pięciobój nowoczesny
Mężczyźni
- José Escribens

## Piłka nożna
Mężczyźni
- Adelfo Magallanes
- Alejandro Villanueva
- Arturo Fernández
- Carlos Tovar
- Jorge Alcalde
- José Morales
- Juan Valdivieso
- Orestes Jordán
- Segundo Castillo
- Teodoro Alcalde
- Teodoro Fernández
- Víctor Lavalle

## Pływanie
Mężczyźni
- Juan Paz – 100 metrów stylem dowolnym
- Arturo Álvarez – 100 metrów stylem dowolnym
- Walter Ledgard – 400 metrów stylem dowolnym

## Skoki do wody
Mężczyźni
- Alfredo Álvarez – trampolina 3-metrowa

## Strzelectwo
Mężczyźni
- Jorge Patiño – strzelanie z karabinka małokalibrowego na 50 m